# جامع الكواز

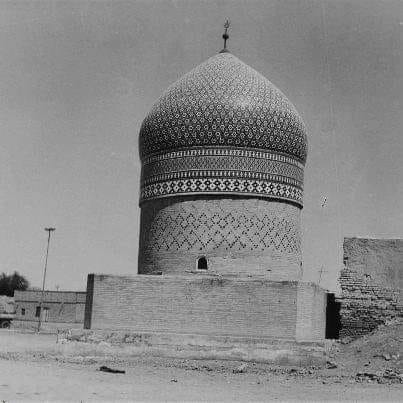
قبة جامع الكواز في عقد الستينيات من القرن العشرين

جامع الكواز من مساجد العراق الأثرية التاريخية، ويقع في مدينة البصرة، ويقال أنه من أقدم مساجد البصرة، وأسسهُ وبناهُ الشيخ ساري بن الشيخ (حسن الظاعن) العباسي الهاشمي في ثلاثة أيام، وبناهُ من القصب عام 920 هـ/1514م، وفي عهد الشيخ ساري العبد السلام العباسي بني بالحجارة عام 930 هـ/1523م، وفي عام 1011 هـ/1602م بنى الشيخ عبد السلام الثاني العباسي قبة الجامع الحالية ورممهُ وجدد بنائه، ثم بنيت منارة ومئذنة الجامع بالزلاج وهي من المآذن النادرة البناء في الفن المعماري والتصميم الإسلامي، وعندما توفي الشيخ محمد أمين الكواز دفن في الساحة خلف الجامع، وجدد القبة التي على الضريح، وكان متولي الجامع من أسرة آل باش أعيان العباسيين وهم من أعيان البصرة، وكان للجامع مجلس ينزل فيهِ للمبيت الضيوف والغرباء والفقراء.
ولما توفي معظم رجال آل باش الأعيان من الذين يملكون الثروة والمال، قام أحد المحسنين وهو الحاج إسماعيل محمد الجنابي بتجديد الجامع والحرم عام 1399هـ/1979م، وبناه بشكل حديث وبمبنى فخم، حيث يبلغ طول الحرم الآن أكثر من 15 متراً، وعرضه 25 متراً، ووضعت مكتبة بجوار الحرم، وبنيت عدة غرف، وساحة كبيرة، ومصلى صيفي، وقامت دائرة الآثار العراقية بتجديد القبة وتغليفها بالكاشي الكربلائي الأزرق، وكذلك جدد بناء منارة ومئذنة الجامع التي يبلغ ارتفاعها 25 متراً وتم ذلك في عام 1390هـ/1970م.
وتبلغ مساحة الجامع الكليــة 1000م2، بينما تبلغ مساحة الحرم الداخلي مع الغرف 600م2، ويستوعب المصلى لحوالي 500 مصلِّ، ويتميز الجامع ببنيانهِ المميز حيث أنه بُني داخل ساحة الدوار، كما يحتوي الجامع على عدد من القبور القديمة التي دفنت خلف مبنى الجامع، وللجامع مكانة خاصة عند أهالي البصرة، لقدمهِ ولروحانيتهِ، وتقام فيه حالياً صلاة الجمعة وصلاة العيدين، بالإضافة للصلوات الخمسة المكتوبة.
والشيخ الكواز الذي سمي الجامع على اسمهِ هو محمد أمين ابن عبد الله ضياء الكواز، وولد في البصرة عام 1878م واهتم والدهُ بتعليمه وخصص لهُ معلماً للغة العربية والعلوم الشرعية، ثم التحق بعد ذلك في مدارس الدولة العثمانية، وكان حبهُ لطلب العلم والثقافة قد مكنهُ من كثرة الاطلاع والمعرفة، ولقد أسس مدرستين في محلتهِ المشراق كان أسم الأولى (نمونه ترقي) واسم الثانية (التهذيب) التي اُفتتحت في عام 1910م، وكانت لهُ إسهامات ثقافية وسياسية منوعة في الصحف والمجلات، وساهم في كتابة وتأليف المسرحيات والتي ما زال معظمها موجوداً في خزانة ومكتبة العائلة.